# Bactrocera isolata
Bactrocera isolata
 es una especie de insecto  díptero que Hardy describió por primera vez en 1973. Bactrocera isolata pertenece al género Bactrocera de la familia Tephritidae.  